# Tamara van Ark
Tamara van Ark (Den Haag, 11 augustus 1974) is een Nederlands voormalig politica van de Volkspartij voor Vrijheid en Democratie (VVD). Zij was staatssecretaris van Sociale Zaken en Werkgelegenheid in het kabinet-Rutte III. Eerder was zij van 2010 tot 2017 lid van de Tweede Kamer der Staten-Generaal.
Op 9 juli 2020 volgde Van Ark Martin van Rijn op als minister voor Medische Zorg. Op 3 september 2021 werd bekend dat Van Ark haar functies als minister en Tweede Kamerlid niet langer kon vervullen vanwege gezondheidsredenen.

## Biografie

### Opleiding
Na het behalen van haar gymnasiumdiploma aan het Norbertuscollege in Roosendaal in 1992, volgde Van Ark een opleiding aan de Hogeschool voor Economische Studies (HES) (nu onderdeel van Hogeschool Rotterdam). Twee jaar later had zij haar propedeuse behaald, en ging Bestuurskunde studeren aan de Erasmus Universiteit Rotterdam. In 1998 behaalde zij daar haar doctorandustitel.

### Begin carrière
Van Ark begon haar carrière bij Panfox (sinds 1999 onderdeel van Ordina), een informatie- en organisatorische dienstverlener. Vanaf 2002 ging zij aan de slag als teamchef bij de Dienst Sociale Zaken en Werkgelegenheid van Rotterdam-Feijenoord, waarmee haar politieke carrière begon.

### Wethouder
Vanaf 2004 was Van Ark wethouder in de gemeente Nieuwerkerk aan den IJssel. Vervolgens werd Van Ark vanaf 1 januari 2010 wethouder van de fusiegemeente Zuidplas.

### Lid Tweede Kamer
Voor de Tweede Kamerverkiezingen van 2010 stond Van Ark op de drieëntwintigste plek van de VVD-kieslijst, hiermee kwam ze in de Tweede Kamer terecht. Daar was zij woordvoerder emancipatiebeleid, algemene wet gelijke behandeling, mantelzorg, vrijwilligersbeleid en arbeid en zorg.
Tijdens de Tweede Kamerverkiezingen in 2012 stond Van Ark op de tiende plaats. Op 1 november 2012 werd ze gekozen tot vice-voorzitter van de Tweede Kamerfractie van de VVD. Hiermee werd Van Ark de opvolger van Anouchka van Miltenburg, die voorzitter van de Tweede Kamer was geworden. Bij de verkiezingen van 2017 was ze campagneleider van de VVD en lid van het formatieteam.

### Staatssecretaris
Met ingang van 26 oktober 2017 was Van Ark staatssecretaris van Sociale Zaken en Werkgelegenheid in het kabinet-Rutte III waar verschillende sociale uitkeringen tot haar takenpakket behoren, evenals de kinderopvangtoeslagen, armoedebestrijding, schuldhulpverlening en de positie van arbeidsgehandicapten.
Zij heeft verschillende voorstellen gedaan meer arbeidsgehandicapten onder het minimumloon te laten werken (loondispensatie), waarna dit met een uitkering zou worden aangevuld, in plaats van de bestaande regeling waarbij werkgevers een vergoeding zouden krijgen. Na protesten vanuit verschillende maatschappelijke organisaties, waaronder vakbonden, kerken en ook sommige werkgevers, trok zij een dergelijk voorstel voor aanpassing van de Participatiewet in september 2018 terug.
In november 2019 kwam een rapport van het Sociaal-Cultureel Planbureau (SCP) uit over de Participatiewet, die was ingevoerd onder Van Arks voorganger Jette Klijnsma. Het SCP oordeelde negatief over de uitgangspunten en gevolgen van de wet. De belangrijkste conclusie die Van Ark trok was dat gemeenten minder flexibel mochten zijn met het eisen van een ‘tegenprestatie’ die uitkeringsgerechtigden moeten verrichten in ruil voor hun minimumuitkering.
Een voorstel waardoor familieleden die mantelzorg verrichten zouden worden gekort op hun Participatiewetuitkering, werd op 2 juni 2020 verworpen door de Eerste Kamer. De regeringscoalitie heeft daar geen meerderheid en de voltallige oppositie stemde tegen. Van Ark had beweerd dat de Hoge Raad haar had opgedragen om de uitzonderingspositie van familieleden op te heffen door voortaan ook hun uitkering te korten, maar de meerderheid van de Kamer oordeelde dat de Hoge Raad in feite slechts had gesteld dat de keuze tussen familieleden korten dan wel ook andere mantelzorgers een volwaardige uitkering te geven, aan de wetgever was.
Op 26 mei 2020 kreeg Van Ark wel een aanpassing van de Wajong-regelingen door de Eerste Kamer, waardoor de verschillende regelingen voor jonggehandicapten worden samengevoegd. De mogelijkheden voor arbeidsgehandicapten om boven het minimumloon uit te komen, worden hierdoor verminderd.

### Minister
Sinds 9 juli 2020 was Van Ark minister voor Medische Zorg en Sport. Op 3 september 2021 trad ze af vanwege nekklachten.

### Na de politiek
In 2022 werd Van Ark benoemd als voorzitter van de Raad van Toezicht van GGZ Centraal. In hetzelfde jaar werd zij dementierapporteur bij Alzheimer Nederland.

## Privé
Van Ark heeft twee dochters. Na haar echtscheiding met Venrooy trouwde zij met voormalig SGP-Tweede Kamerlid Elbert Dijkgraaf.
- Parlement.com: viehieo4pfzl